# Ромо, Даниэла
Тереса Пресманес Корона (исп. Teresa Presmanes Corona, известная как Даниела Ромо исп. Daniela Romo; род. 27 августа 1959, Мехико, Мексика) — мексиканская актриса, телеведущая и певица.

## Биография
Даниела Ромо с детства мечтала стать такой как Росио Дуркаль. По словам Даниэлы, именно она сподвигла её на то, чтобы стать актрисой и певицей. У Даниэлы есть сводная сестра Патрисия от брака её матери доньи Тересы Короны и Альберто Пресманеса, который также дал Даниэле свою фамилию.
26 февраля 2012, в Акапулько Даниела Ромо была награждена премией Tv y novelas за роль Бернарды в «Триумфе любви». Сама Даниела на церемонии не присутствовала по причине болезни, но через Тину Галиндо поблагодарила всех за поддержку. Все началось с октября. Она не могла оставить съемки, потом пошла к врачу, и у неё обнаружили рак груди в запущенной стадии. Ей удалили опухоль (секторальная мастэктомия) и пару лимфоузлов, потом началась химиотерапия (даже в это время она продолжала работать). В апреле 2013 курс химиотерапии закончился выздоровлением.
Даниела Ромо никогда не была замужем и не имеет детей.

## Карьера в кино
Началом карьеры Даниелы можно считать шоу «Цыганка». Благодаря участию в этом шоу Даниела смогла пробиться на телевидение. В 17 лет Даниела приняла участие в фильме «Дом Пеликана», этот фильм стал её дебютом в кино-индустрии. Её звездной ролью стало участие в теленовелле «Страстный секрет» в 1978 году, ремейк фильма «Джен Эйр». Одновременно с киносъёмками Даниела участвовала в различных шоу и выступала с песнями. В это время продюсер Чучо Феррер предложил ей записать альбом. В свои 20 лет Ромо не стала отказываться от такого предложения и в 1985 году на студии CBS Records записала альбом Tambien Yo, который не пользовался популярностью, поэтому Даниэла вернулась на телевидение. Первый же её сериал «Я устала жить» стал настоящим хитом.
Затем Даниела уходит с телевидения на 6 лет, но в 1995 году для участия в популярной теленовелле «Если бог лишит меня жизни». В этой теленовелле Даниела играет вместе с Сезарией Эворой и Омаром Фьерро. После теленовеллы Даниела начинает вести передачу «Сегодня с Даниелой» с 1996 года. Её программа не пользовалась успехом ни у телезрителей, ни у критиков. Спустя 2 сезона программу закрыли. Несмотря на это, в 2001 году она в первый раз играет роль злодейки в теленовелле «Источник». Спустя год Даниела снялась в легкой комедии «Пути Любви» В 2005 году Даниела выпускает альбом «Es la Nostalgia». Этот альбом включает акустические баллады. Эти песни были спродюсированный Адрианом Поссе. Этот год также принес ей много похвал за роль злодейки Донья Хуана в сериале «Рассвет». В 2006 году Ромо продюсирует мюзикл «Кабаре» в Мексике и в 2009 году блистает на сцене в постановке «Виктор-Виктория». В 2008 году Даниэла возвращается на телевидение и играет в теленовелле «Женщины-убийцы». Также в 2009 году Даниела играет в главной роли в сериале «Очарование» в роли Виктории Ломбардо. В 2010-2011 году Даниэла играет главную злодейку в сериале «Триумф любви». После лечения от рака в 2013 году Даниела играет в сериале "Буря".

## Карьера певицы
Музыкальную карьеру Даниела начинала в качестве бэк-вокалистки у «Los Hermanos Zavala» в очень молодом возрасте. В 1983 году Даниела едет в Испанию и знакомится с Данило Ваона через своего друга Мигеля Бозе. Данило на тот момент был очень знаменитым продюсером в Италии, сотрудничавшим с такими популярными актрисами, как Рафаэлла Карра. Под новым лейблом «Hispavox» Данило записывает альбом для Даниелы под названием «Даниела Ромо». Её первый сингл Mentiras произвёл фурор в Испании. В этот период Даниела живёт в Испании и работает ведущей вечерней телепередачи. Её дебютный альбом имеет оглушительный успех благодаря таким песням как «Mentiras», «Celos» (написанные Хосе Луисом Пералесом), «Pobre Secretaria» (написанная Мигелем Бозе), «La Ocasion Para Amarnos» и баллады «Сердце». Песня «Сердце» стала заглавным саундтреком в сериале «Одно Сердце». 
В условиях популярности песен Даниэла в течение четырёх следующих лет уделяла основное внимание музыкальной карьере. В 1984 году Даниэла выпускает свой 3-й альбом «Запретная любовь». Этот альбом включает песню «Yo No Te Pido La Luna», который становится популярным в странах Латинской Америки и в Испании несмотря на то, что изначально песня была выпущена на итальянском языке под названием «Non voglio mica la luna». Последний её альбом который был спродюсирован Даниелой Ваоно, — «Duena de mi Corazon». С Данило Ваоно она работала в течение 11 лет. 
Очень удачным для Даниелы был 1986 год, в котором он вернулась на экран, играя в сериале «Секретный путь». Её игра в этом сериале называется одной из самих лучших на то время. Главную песню к сериалу (песня которая звучит когда сериал начинается) спела Даниела. Эта песня называется «De Mi Enamorate» и написана Хуаном Габриелем. Эта песня становится хитом в Мексике и находится на первой позиции в чарте в течение 21 недели. Также эта песня находилась на первом месте в течение 14 недель в чарте «Billboard Hot Latin Tracks» в США. Её альбом Mujer de todos, Mujer de nadie был выпущен в тот же год пока она находилась на вершине успеха. Этот альбом был спродюсирован Фелиссати Д. Х. Флорес. Этот альбом был хитом в Мексике в 1980 года. Эта парочка спродиссирует только один альбом Даниелы, но они будут продюсировать её песни-хиты, такие как «Coco Loco» (он становится гимном геев) и баллады «Adelante Corazon», «Veneno Para Dos». В 1989 году Даниела выпускает песню Quiero Amanecer con Alguien которую продюсирует Бебу Сильветти. Эта песня была написана в другом направлении. Для Даниелы эта песня становится той которая меняет её музыкальную карьеру. Эта песня хоть и приближена к стилю баллад но более простая для восприятия и похожа больше на Поп Музыку. Хоть это было и рискованным шагом, риск был оправдан так как эта песня становится популярной на международном масштабе. Даниела продолжает записывать песни и в 1993 она подписывает контракт с компанией Melody Fonovisa. С ними Даниэла выпускает 3 альбома на протяжении 4-х лет. В 2001 году Даниела выпускает альбом Ave Fenix. Его продюсирует Лорис Черони. При написании этого альбома Даниела вдохновлялась певицей Шер и её возвратом в шоу-бизнес с песней Believe. К сожалению этот альбом не принес успеха и был проигнорирован публикой так как вместо того чтобы рекламировать альбом, Даниела принимала участие в сериалах. В 1990 году Даниэла выпускает песню «Todo todo todo», для этой песни был создан танцевальный номер. Эту песню можно часто услышать на Филиппинских праздниках.

## Фильмография
- 1978 — Дом пеликана
- 1978 — Страстный секрет
- 1979 — Проклятый порт
- 1982 — Я устала жить
- 1986 — Секретная тропа
- 1990 — Песня об одной любви
- 1995 — Если я умру
- 1999 — Герой-предатель
- 2001 — Источник
- 2002 — Путь любви
- 2005 — Рассвет
- 2007 — Любовь без грима
- 2008 — Женщины-убийцы
- 2009 — Очарование
- 2010 — Триумф любви
- 2013 — Буря

## Дискография
- 1978 — Daniela Romo canta in ingles \ Даниела Ромо поет на английском языке
- 1979 — También Yo \ Ты выглядишь так же, как мой
- 1983 — Daniela Romo \ Даниела Ромо
- 1984 — Amor Prohibido \ Запретная любовь
- 1985 — Dueña de Mi Corazón \ Владелец Моего Сердца
- 1986 — Mujer de todos, Mujer de nadie \ Не женщина всех, ни одна женщина
- 1987 — Gitana \ Гитана
- 1989 — Quiero Amanecer con Alguien \ Я хочу, чтобы проснуться с кем-то
- 1991 — Amada Más Que Nunca \ Возлюбленный больше, чем когда-либо
- 1992 — De Mil Colores \ В тысячу цветов
- 1994 — La Cita \ Назначение
- 1996 — Un Nuevo Amor \ Новая любовь
- 1998 — En Vivo Desde el Teatro Alameda \ Прямой эфир в театре Аламеда
- 1999 — Me Vuelves Loca \ Вы меня с ума
- 2001 — Ave Fénix \ Феникс
- 2005 — Es la Nostalgia \ Это тоска
- 2008 — Sueños de Cabaret \ Мечты кабаре
- 2012 — Para soñar \ Сновидение

## Награды и премии
TVyNovelas
- 1987 — Лучшая певица «Секретная тропа»
- 2002 — Лучшая актриса «Источник»
- 2006 — Лучшая злодейка «Рассвет»
- 2010 — Лучшая актриса «Очарование»
- 2012 — Лучшая злодейка «Триумф любви»

Premios El Heraldo de Mexico
- 1987 — Лучшая актриса «Секретная тропа»
- 2003 — Лучшая актриса «Путь любви»